# 民主乡 (临夏县)
民主乡，是中华人民共和国甘肃省临夏回族自治州临夏县下辖的一个乡镇级行政单位。

## 行政区划
民主乡下辖以下地区：
李家坪村、孙家坪村、五星村、明光村、邓家村、尹家湾村和民丰村。